# Reutlinger (Familie)
Die Familie Reutlinger war eine deutsch-französische Familie, aus der prominente Fotografen hervorgingen.
- Leopold Reutlinger ⚭ Elisabeth Schuler
  - Charles Reutlinger (1816–1888), Fotograf
  - Émile Reutlinger (1825–1907), Fotograf ⚭ 25. Juli 1860 in Lima mit Amelia Ellen Horn (1845–1914)
    - Léopold-Émile Reutlinger (1863–1937), Fotograf ⚭ Jeanne Seure (1871–1955)
      - Jean Reutlinger (1891–1914), Fotograf
      - Simone Reutlinger (1899–1968)
      - Jacques Reutlinger (1901–1942)

    - Juanita Charlotte Reutlinger (1876–1962), Schriftstellerin ⚭ 7. Dezember 1901 in Baden mit Arthur Binz (1868–1943)
      - Tita Binz (1903–1970), Fotografin
      - Gisela Binz (1906–1978), Pianistin

Sie sollte nicht mit der gleichnamigen Frankfurter Handwerkerfamilie Reutlinger verwechselt werden.